# Növénykórtan

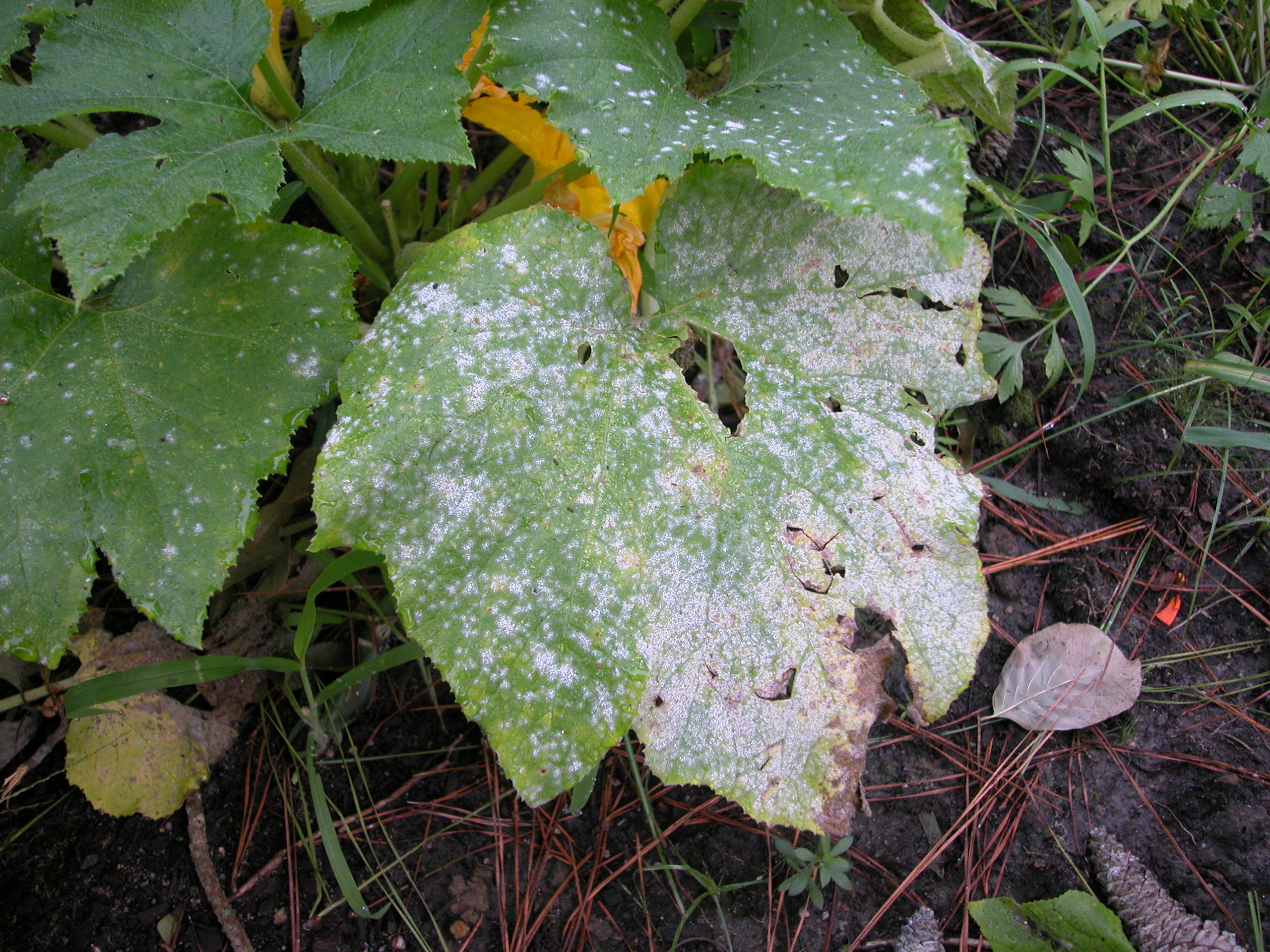
A tökféléket megtámadó lisztharmat (Golovinomyces cichoraceaerum) egy biotróf gombafaj

A növénykórtan vagy fitopatológia (phytopathologia) a növények elváltozásait, betegségeit vizsgáló tudományterület, amely a betegségek okozóinak (kórokozóknak, patogéneknek, = fertőző betegségek) vagy az elváltozásokat okozó abiotikus (genetikai elváltozások, környezeti tényezők, = nem-fertőző betegségek) tudományos vizsgálatával foglalkozó tudományág.
Megkülönböztetnek általános növénykórtant és részletes növénykórtant. Előbbi a kórtani alapfogalmakkal, a növénybetegségek összehasonlító vizsgálatával foglalkozik, a betegségek tüneteit (szimptóma) azonosítja, egységesíti, a betegségek okait, feltételeit és okozóit (kóroktan, etiológia), azok kialakulását és lefolyását általánosan vizsgálja. A részletes növénykórtan gazdanövényenként tárgyalja a kórokozó szervezeteket.

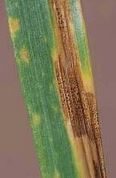
Búza levél nekrotróf foltossága (Zymoseptoria tritici)

A növények fertőző betegségei közé sorolják a vírusokat, a viroidokat, a vírusszerű részecskéket (VLP-k), fitoplazmákat, baktériumokat,  a nyálkagombák (Myxomycetes) egy részét, az álgombákon belül az Oomycetest (korábban: moszatgombák), a protozoonokat (Protozoa), és a valódi gombákat (Fungi: egyes növénykórokozó Chytridiomycota, Zygomycota, Ascomycota, Basidiomycota fajok), a virágos élősködő növényeket (pl. szádorok, arankák, fagyöngy) okozta betegségeket. 
A növénykórtan foglalkozik a patogén azonosításával (identifikálás), a betegség ciklusainak felderítésével, gazdasági behatásaival, része a növénybetegségek járványtana(epidemiológia), foglalkozik a növényi betegségekkel szembeni ellenállóság, fogékonyság vizsgálatával (növényi kórélettan), a növényi betegségek hatásaival az állatokra és az emberre (pl. mikotoxinok, allergia), a parazitizmus genetikai vonatkozásaival és a növényi betegségek elleni védekezés lehetőségeivel is.
Az állatok körébe tartozó fonálférgeket (a tüneti hasonlóság miatt az angol nyelvterületen a növénykórtan részeként oktatják, azonban hazánkban ezeket - biológiai alapon teljesen jogosan - a növényvédelmi állattan részeként kezelik), nem szokás ide sorolni a rovarok, atkák, gerincesek kártételét, amit a növényi szövet elfogyasztásával okoznak, ezeket az állati kártevők közé sorolják.